# Milan Majdak
Milan Majdak (Šišljavić, 1897. – Zagreb, 1984.) je hrvatski graditelj orgulja.
Orguljarsku struku je učio kod F. Heferera i Lindauera, s kojim je 
zajedno vodio radionicu "Lindauer i Majdak" od 1927. do 1936. godine, a poslije samostalno. Važniji radovi su mu orgulje u trogirskoj katedrali, kapucinskom samostanu u Osijeku, franjevačkom samostanu u Subotici, Nerežišćima, Zlarinu, Đurđinu, Kraljevcu na Sutli i dr. Kod Majdaka zanatu se učio Filip Antolić-Soban.
Dobio priznanje na Zanatskoj izložbi u Zagrebu 1938. godine i priznanje Muzeja za umjetnost i obrt u Zagrebu 1954. godine.